# Dmitri Markov
Dmitri Markov (Vitebsk, RSS da Bielorrússia, 14 de março de 1975) é um ex-atleta de salto com vara da Bielorrússia e da Austrália. 
Ele é um ex-campeão mundial e atual detentor do recorde da Oceania, com a marca de 6.05 m.